# Idioma chokwe
El chokwe es una lengua bantú hablada en zonas de Angola, República Democrática del Congo y Zambia. Solo está oficialmente reconocida en Angola, donde en 1991 lo hablaban unas 456.000 personas. En ese año aproximadamente medio millón lo hablaban en R. D. del Congo, y solo unas 44.200 en Zambia en 1986. El Instituto de Línguas Nacionais ha establecido unas pautas básicas para normalizar esta lengua, que es usada como lengua franca en el este de ese país.